# نجلا بودن رمضان
نجلا بودن رمضان (عربی: نجلاء بودن رمضان؛ زادهٔ ۲۹ ژوئن ۱۹۵۸) سیاست‌مدار اهل تونس است. وی دانش‌آموخته ژئوفیزیک و استاد زمین‌شناسی، پیش از این در ۲۰۱۱ اجرای پروژه‌های بانک جهانی در وزارت آموزش تونس را عهده‌دار بود. رئیس‌جمهوری تونس در تاریخ ۲۹ سپتامبر ۲۰۲۱ با انتصاب نجلا رمضان از او خواسته‌است تا هر چه سریع‌تر برای تشکیل کابینه جدید و رفع بحران جاری در کشور اقدام کند، وی اولین نخست‌وزیر زن در جهان عربمی‌باشد.

## دوران جوانی و زندگی‌حرفه‌ای
رمضان در ۱۹۵۸ در دار شعبان الفهری، تونس متولد شد. او یک مهندس حرفه‌ای و استاد آموزش عالی در دانشکده مهندسی ملی تونس و دانشگاه تونس المنار است که دارای تخصص ژئوفیزیک و استاد زمین‌شناسی و دارای درجه پی‌اچ‌دی است. او دانش‌آموخته مدرسه عالی ملی معدن پاریس و مهندسی زمین‌لرزه است. کار او تحقیق در مورد خطرات زمین‌لرزه در تونس (شهر) متمرکز است.
رمضان از ۲۰۱۶ رئیس واحد مدیریت اهداف برای اجرای پروژه اصلاح آموزش عالی در وزارت آموزش عالی و تحقیقات علمی بود. در ۲۹ سپتامبر ۲۰۲۱، رئیس‌جمهور قیس سعید در پیامی ویدیویی انتخاب نجلا بودن را ادای احترام به زنان تونس توصیف کرد و از او خواست در عرض «چند ساعت یا چند روز» کابینه را معرفی کند چون «زمان زیادی از دست رفته‌است». او بعنوان نخست‌وزیر با اختیارات اجرایی کمتری نسبت به پیشینیان خود، به عنوان رئیس‌جمهور، اختیارات کامل اجرایی را به عهده می‌گیرد. سمیر دلو، وزیر و سخنگوی سابق دولت، گفت که نامزدی بودن غیرقانونی است زیرا از طریق احکام ریاست جمهوری سعید انجام شده‌است. زنان در کشورهای عربی به ندرت به مقام‌های بالای سیاسی می‌رسند. رئیس‌جمهوری تونس نادیا عکاشه، یک زن دیگر را هم به عنوان رئیس دفتر خود معرفی کرده‌است.

## فعالیت سیاسی
در ۲۹ سپتامبر ۲۰۲۱، در بحبوحه بحران سیاسی تونس، رئیس‌جمهور قیس سعید اعلام کرد که نجلا بودن را برای تشکیل دولت جدید این کشور منصوب کرد. او سپس جایگزین هشام مشیشی شد که در ۲۵ ژوئیه ۲۰۲۱ برکنار شده بود.
او اولین زنی است  که این مقام را در تونس بر عهده گرفت، انتصاب او به عنوان رئیس دولت تونس، او را در این کشور، در مغرب و همچنین در جهان عرب پیشگام کرد. رئیس‌جمهور سعید این خبر را «افتخاری برای تونس و زنان تونس» توصیف کرد.
در ۱۱ اکتبر ۲۰۲۱، او با اعضای دولت خود در کاخ ریاست جمهوری کارتاژ سوگند یاد کرد.

## افتخارات
- افسر نشان ملی شایستگی تونس (۲۰۱۶)

## انتشارات
- پایان‌نامه دکترا،: «مشارکت در مطالعه تجزیه و تحلیل توده‌های سنگی با مواد منفجره» (۱۹۸۷).[۱۱]
- Innovative geotechnical engineering. Proceedings of the International conference on geotechnical engineering [eds.], Sfax, Nouha editions, 2008

| مناصب سیاسی       | مناصب سیاسی           | مناصب سیاسی |
| ----------------- | --------------------- | ----------- |
| پیشین: هشام مشیشی | نخست‌وزیر تونس از ۲۰۲۱ | برگزیده     |